# Только для взрослых (серия мультфильмов)
«Только для взрослых» — серия из трёх выпусков мультипликационных фильмов, поставленных в 1971—1974 годах на студии «Союзмультфильм» режиссёром Ефимом Гамбургом по сценариям Феликса Камова, Александра Курляндского и Аркадия Хайта.
Сюжет происходит в  Москве и её окрестностях. Ох и трудные достались мальчику Вите родители. Папа  - любитель похвастаться перед соседями, очкарик и мастер по разрушению квартиры; мама хочет сделать из сына вундеркинда, чтобы потом с ним уехать на гастроли в Лондон и похвастаться перед другими; да и сам Витя ведёт себя не лучшим образом: завистливый дошкольник, точная версия своего отца и практически непослушный озорник, любящий подраться с соседским мальчишкой. Но несмотря на это, семья любит друга друга и с ними часто происходят разные истории: от ссоры родителей до каникул сынишки в выездном детском саду. 

## Выпуск 1 (1971)
В обычное воскресеное утро мальчик Витя наблюдает с балкона, как соседский мальчик — пионер и его отец бодро устанавливают на дереве скворечник, и загорается той же идеей. Узнав об этом, папа Вити достаёт из-под дивана покрытый толстым слоем пыли ящик с инструментами и приступает к делу. Кое-как смастерив скворечник, папа и Витя решают повесить скворечник на то же самое дерево, что и соседи. Только у папы залезть на дерево не получается, на что соседские отец и сын смеются. Витя огорчён папой и собирается уходить домой, но папа его останавливает и наконец-то забирается на дерево, повесив скворечник. Удивлённые соседи видят, что пролетающая мимо птичка выбрала не их скворечник, на что папа и Витя довольные возвращаются домой.
На следующий день, мальчик Витя спокойно играет с котёнком, но его игры часто прерывают всякие учителя: учительница игры на пианино, учитель иностранных языков и учительница хороших манер. Всё это мальчику не нравится, зато нравится его маме, так как она хочет похвастаться перед лордом и королевой Великобритании, показав им какой у неё интеллигентный и умный ребёнок. Всё это продолжается до тех пор, пока к Вите не приводят учителя верховой езды на лошадях. Мальчик стреляет в лошадь стрелой с присоской, что удивляет его маму.

## Выпуск 2 (1973)
Мама готовит обед, а папа сидит на табуретке и читает газету. На кухню вбегает Витя, сказав маме, что ей звонит подруга. Мама уходит поговорить по телефону, а папа ломает всё на кухне, читая газету. Вернувшись на кухню, мама ругает папу. Позже папа решает уйти от мамы, но снова начинает ссориться с мамой, так как не знает с кем останется их сын. Не желая слушать их ругань, Витя решает уйти жить во двор, забрав игрушки. Тогда папа и мама мирятся и мальчик возвращается домой.
На следующий день, Витя возвращается домой с прогулки с шишкой на лбу. Оказалось, что его обидел соседский мальчишка — хулиган. Тогда папа учит Витю давать сдачи. Сын слушается и уходит давать отпор мальчишке, а возвращается весь побитый и с синяками. Поняв, что хулиган совсем обнаглел, папа берёт сковородку и решает отомстить за сына, но опасается отца мальчишки — тоже хулигана. Собравшись с силами, папа обезвреживает отца хулигана, а Витя наказывает мальчишку и вместе с папой возвращается домой.

## Выпуск 3 (1974)
Вместо того чтобы отдохнуть и расслабиться в отсутствии мальчика Вити, который поехал в детский лагерь, мама и папа смотрят телевизор и плачут, когда видят там жалостливые сцены из фильма «Добро пожаловать, или Посторонним вход воспрещен!» Они представляют своего ребёнка, который голоден. Они бегут по магазинам и накупают горы продуктов. Вся электричка, на которой они едут за город, переполнена такими же озабоченными родителями, они везут своим «оголодавшим» детям, корзины, сумки, огромные баулы с едой. На защиту детей встают повариха, врач, нянечка, дворник и бухгалтер. Некоторое время им удается сдерживать осаду вооруженных продуктами родственников, но эта армия берет детский лагерь штурмом и кормит детей. После чего с чувством выполненного долга мамы и папы маршируют обратно в город. А у детишек после визита родителей прихватило животы.

## Съёмочная группа
- Авторы сценария: Феликс Камов, Александр Курляндский, Аркадий Хайт
- Режиссёр: Ефим Гамбург
- Художники-постановщики: Натан Лернер, Даниил Менделевич
- Оператор: Михаил Друян
- Композиторы: Давид Кривицкий, Алексей Рыбников
- Звукооператор: Георгий Мартынюк
- Художники-мультипликаторы: Юрий Бутырин, Сергей Дёжкин, Татьяна Померанцева, Валерий Угаров, Эльвира Маслова, Галина Баринова, Фаина Епифанова